# Alan L. Hart
Alan L. Hart (também conhecido como Robert Allen Bamford Jr.; 4 de outubro de 1890 – 1 de julho de 1962) foi um médico, radiologista, pesquisador de tuberculose, escritor e romancista americano. Hart foi pioneiro no uso de fotografia de raios X na detecção de tuberculose; ele trabalhou em sanatórios e clínicas de raios X no Novo México, Illinois, Washington e Idaho. Nos últimos 16 anos de sua vida, ele chefiou programas de raios X em massa que rastreavam tuberculose em Connecticut. Os raios X não eram usados regularmente para rastrear tuberculose antes da inovação de Hart e ainda são usados como padrão ouro hoje, o que levou os pesquisadores a acreditar que ele salvou inúmeras vidas.
Como autor de ficção, Hart publicou mais de nove contos e quatro romances, que incorporavam drama, romance e temas médicos.
Por volta de 1917, Hart tornou-se um dos primeiros homens trans nos Estados Unidos a se submeter a uma histerectomia.

## Juventude

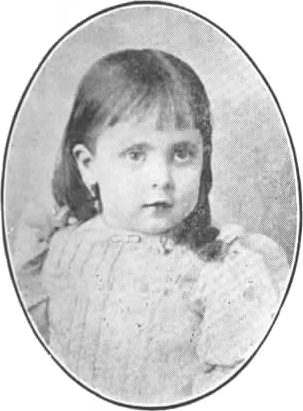
Hart quando criança.

Hart nasceu como Alberta Lucille Hart em 4 de outubro de 1890, em Halls Summit, Condado de Coffey, Kansas, filho de Albert L. Hart e Edna Hart (nascida Bamford). Quando seu pai morreu de febre tifóide em 1892, sua mãe voltou ao nome de solteira e mudou-se com a família para Condado de Linn, Oregon. Quando Hart tinha cinco anos, sua mãe se casou novamente com Bill Barton, e a família mudou-se para a fazenda do pai de Edna. Hart escreveu mais tarde, em 1911, sobre sua felicidade durante esse período, quando ele estava livre para se apresentar como homem, brincando com brinquedos de meninos feitos para ele por seu avô. Seus pais e avós aceitaram e apoiaram amplamente sua expressão de gênero, embora sua mãe tenha descrito seu "desejo de ser menino" como "tolo". Os obituários de seus avós, de 1921 e 1924, listam Hart como neto. Quando Hart tinha 12 anos, a família mudou-se para Albany. Lá Hart foi obrigado a se apresentar como mulher para frequentar a escola, onde foi tratado como uma menina. Continuou a passar as férias na fazenda do avô, apresentando-se como homem entre os amigos homens, “provocando as meninas e fazendo brincadeiras de menino”. De acordo com um artigo de reminiscência no Halls Summit News de 10 de junho de 1921: "O jovem Hart era diferente, mesmo naquela época. As roupas dos meninos pareciam naturais. Hart sempre se considerou um menino e implorou à família que cortasse seu cabelo e o deixava usar calças. Hart não gostava de bonecas, mas gostava de brincar de médico. Ele odiava as tarefas tradicionais das meninas, preferindo o trabalho agrícola com os homens. A autossuficiência que se tornou uma característica vitalícia ficou evidente desde cedo: uma vez, quando ele acidentalmente cortou a ponta do dedo com um machado, Hart o vestiu sozinho, sem dizer nada sobre isso à família."
Durante seus anos escolares, Hart foi autorizado a escrever ensaios sob o nome escolhido, "Robert Allen Bamford Jr." com pouca resistência de seus colegas ou professores. Era comum na época os escritores usarem pseudônimos, inclusive para assumirem nomes de gênero diferente. Hart publicou trabalhos em jornais locais e em publicações escolares e universitárias sob este nome, ou como "enviado por um menino anônimo", ou usando o neutro "A. L. H." ou "A. Hart". Ele usou seu nome legal apenas sob pressão de colegas ou idosos. Seus primeiros trabalhos trataram de assuntos masculinos, mesmo quando lhe pediram para escrever sobre temas sobre a vida de mulher. Quando solicitado a escrever sobre colegas de classe ou amigas, ele as retratou como lutadoras ou jogadores de basquete infantis.

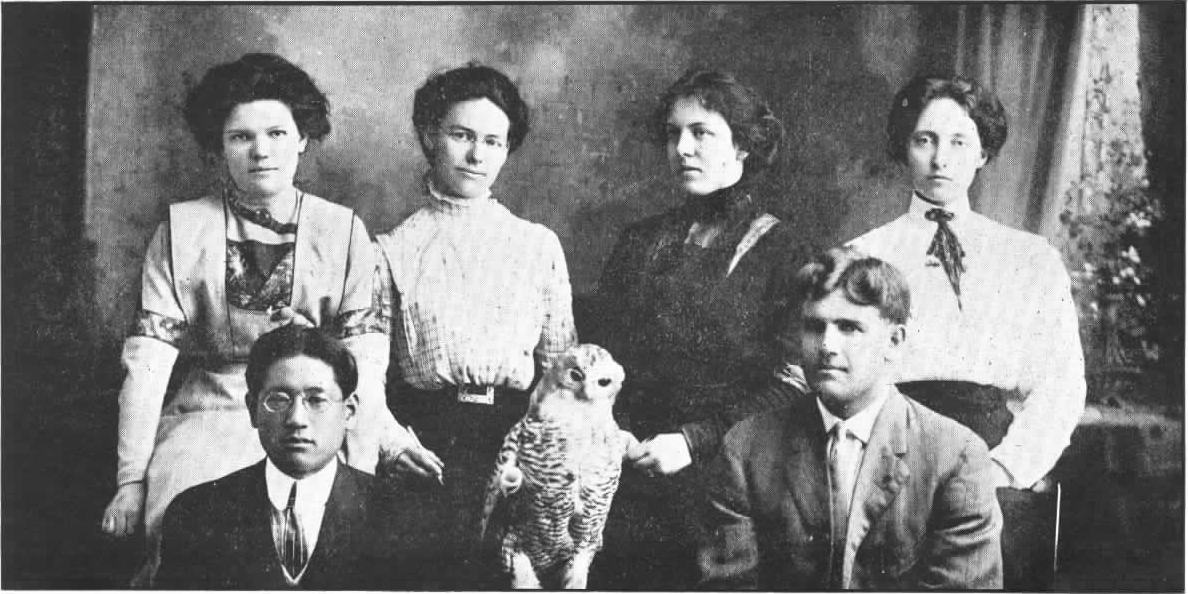
Hart (em pé à direita) como parte da equipe editorial do anuário da faculdade.

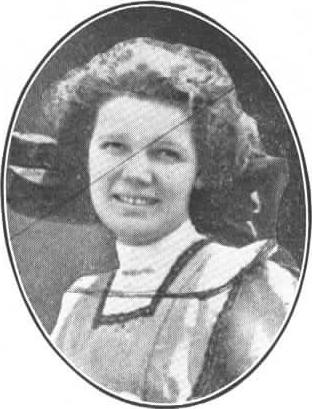
Eva Cushman, que namorou Hart durante seus anos de faculdade

Hart frequentou o Albany College (agora Lewis & Clark College), depois foi transferido com a colega de classe e parceira romântica Eva Cushman para a Universidade Stanford no ano letivo de 1911–1912 antes de voltar para Albany. Hart formou-se no Albany College em 1912 e em 1917 obteve o título de doutor em medicina pelo Departamento Médico da Universidade de Oregon em Portland (agora Universidade de Saúde e Ciências de Oregon); durante este período, Hart também retornou ao norte da Califórnia para frequentar cursos no verão de 1916 na Escola de Medicina da Universidade Stanford, então localizada em São Francisco. Hart ficou profundamente descontente com o fato de o diploma de médico ter sido emitido em seu nome feminino, limitando suas oportunidades de usá-lo em qualquer vida futura sob um nome masculino. Os registros da faculdade mostram que pelo menos um dos funcionários seniores foi solidário; seus registros de graduação foram indexados internamente como "Hart, Lucile (também conhecido como Robert L.), M.D." No entanto, Hart sabia que se ele se apresentasse como Robert, qualquer empregador em potencial que verificasse suas credenciais descobriria o nome feminino ou não encontraria nenhum registro para ele. Após a formatura, ele trabalhou por um curto período (apresentando-se como mulher) em um hospital da Cruz Vermelha na Filadélfia.

## Pesquisa sobre tuberculose
Hart dedicou grande parte de sua carreira à pesquisa e ao tratamento da tuberculose. No início do século 20, a doença era a maior causa de morte na América. Os médicos, incluindo Hart, estavam percebendo que uma miríade de doenças (consumo, tísica, tísica pulmonalis, doença de Koch, escrófula, lúpus vulgar, peste branca, mal de King, doença de Pott e Gibbus) eram todos casos de tuberculose (TB). A tuberculose geralmente atacava primeiro os pulmões das vítimas; Hart foi um dos primeiros médicos a documentar como o vírus se espalhou pelo sistema circulatório, causando lesões nos rins, na coluna e no cérebro, resultando eventualmente em morte. Os cientistas descobriram no século XIX que a tuberculose não era hereditária, mas um bacillus transportado pelo ar que se espalhava rapidamente entre pessoas próximas através da tosse e do espirro. Isto significava que poderia ser tratada, mas sem cura para a doença nos seus estágios avançados, a única esperança para os doentes era a detecção precoce.
Os raios X, ou raios Roentgen, como eram mais conhecidos até a Segunda Guerra Mundial, foram descobertos apenas em 1895, quando Hart tinha cinco anos. No início do século XX, eles eram usados para detectar fraturas ósseas e tumores, mas Hart ficou interessado em seu potencial para detectar tuberculose. Como a doença muitas vezes não apresentava sintomas nos estágios iniciais, o exame radiográfico foi inestimável para a detecção precoce. Mesmo as primeiras máquinas rudimentares de raios X podiam detectar a doença antes que ela se tornasse crítica. Isso permitiu o tratamento precoce, muitas vezes salvando a vida do paciente. Também significou que os doentes poderiam ser identificados e isolados da população, diminuindo significativamente a propagação da doença. As iniciativas públicas de angariação de fundos, como a recém-criada campanha do Selo de Natal, ajudaram a financiar estes esforços. Na época em que os antibióticos foram introduzidos, na década de 1940, os médicos, utilizando as técnicas desenvolvidas por Hart, conseguiram reduzir o número de mortes por tuberculose para um quinquagésimo.
Em 1937, Hart foi contratado pela Idaho Tuberculosis Association e mais tarde tornou-se o Oficial de Controle da Tuberculose do estado. Ele estabeleceu as primeiras clínicas móveis e fixas de triagem de TB em Idaho e liderou a guerra do estado contra a tuberculose. Entre 1933 e 1945, Hart viajou extensivamente pela zona rural de Idaho, percorrendo milhares de quilômetros enquanto dava palestras, conduzia exames de tuberculose em massa, treinava novos funcionários e tratava os efeitos da epidemia.
Escritor experiente e acessível, Hart escreveu amplamente para revistas médicas e publicações populares, descrevendo a TB para o público técnico e geral e dando conselhos sobre a sua prevenção, detecção e cura. Na época, a palavra "tuberculose" carregava um estigma social semelhante às doenças venéreas, então Hart insistiu que suas clínicas fossem chamadas de "clínicas torácicas", ele mesmo como "médico torácico" e seus pacientes como "pacientes torácicos". A discrição e a compaixão foram ferramentas importantes no tratamento da doença estigmatizada.
Em 1943, Hart, agora reconhecido como preeminente no campo da radiografia tuberculosa, compilou suas extensas evidências sobre TB e outros casos detectáveis por raios X em um compêndio definitivo, These Mysterious Rays: A Nontechnical Discussion of the Uses of X-rays and Radium, Chiefly in Medicine (publicado pela Harper & Brothers), ainda hoje um texto padrão. O livro foi traduzido para o espanhol e vários outros idiomas.
Em 1948, Hart foi nomeado diretor de hospitalização e reabilitação da Comissão de Tuberculose do Estado de Connecticut. Tal como em Idaho, Hart encarregou-se de um programa massivo de rastreio de raios X para TB em todo o estado, enfatizando a importância da detecção e tratamento precoces. Ele ocupou esse cargo pelo resto de sua vida e é creditado por ajudar a conter a propagação da tuberculose em Connecticut, como fez anteriormente no noroeste do Pacífico. Programas semelhantes baseados em sua liderança e metodologia neste campo em outros estados também salvaram milhares de vidas.

## Vida pessoal

### Transição
Ao atingir a idade adulta, Hart procurou aconselhamento psiquiátrico e cirurgia para continuar se passando por homem. A transição de Hart foi a primeira transição masculina transgênero documentada nos Estados Unidos, embora cirurgias de redesignação sexual tenham sido realizadas anteriormente na Alemanha, inclusive em um homem, tratado pelo sexólogo alemão Magnus Hirschfeld, que havia conquistado o direito de servir nas forças armadas alemãs. O caso de Karl M. Baer, de 1906–1907, estabeleceu um novo precedente para a cirurgia de redesignação sexual, angariando apoio simultâneo de setores psiquiátricos, jurídicos e cirúrgicos. Havia agora um precedente médico e legal para a transição; A abordagem de Hart à sua própria transição parece ter-se baseado no caso Baer.
Em 1917, Hart abordou Joshua Allen Gilbert, Ph.D., M.D., na Universidade de Oregon e solicitou uma cirurgia para eliminar a menstruação e a possibilidade de engravidar. Ele também apresentou a Gilbert um argumento eugênico, de que uma pessoa com "inversão anormal" deveria ser esterilizada. Gilbert inicialmente relutou, mas aceitou que Hart era "extremamente inteligente e não doente mental, mas sofria de um distúrbio misterioso para o qual eu [Gilbert] não tenho explicação". Ele aceitou que Hart se sentia apenas como um homem, que se descrevia usando frases que incluíam "os outros sujeitos e eu" e perguntando "o que um sujeito poderia fazer?" Gilbert escreveu, em notas de caso publicadas no Journal of Nervous and Mental Disease em 1920, que "de um ponto de vista sociológico e psicológico [Hart] é um homem" e que viver como tal era a única chance de Hart para uma existência feliz, "o melhor isso pode ser feito".  Gilbert abordou o fato de Hart já se passar por homem, afirmando: "Muitas fotos de H na Kodak foram exibidas como de um homem sem serem questionadas." Ele acrescentou: "Que aquele que encontra em si mesmo uma tendência para criticar ofereça algum método construtivo para lidar com o problema em questão. Ele não sentirá falta de dificuldades. O paciente e eu fizemos o nosso melhor com isso."
As primeiras cirurgias de FTM envolviam a implantação de tecido testicular no lugar dos ovários removidos. Os hormônios masculinos cristalinos foram extraídos em quantidades utilizáveis da urina masculina em 1903, mas representavam um risco de infecção.
A cirurgia de Hart foi concluída na Faculdade de Medicina da Universidade de Oregon durante as férias de inverno de 1917–1918. Ele então mudou legalmente seu nome.
Ele estagiou no San Francisco Hospital. Um ex-colega o reconheceu lá, e ele foi declarado transgênero no jornal Spokesman-Review em 6 de fevereiro de 1918. A frase de abertura do artigo referia-se a ele por seu nome de nascimento e com pronomes femininos, descrevendo-o como tendo se formado em Stanford " como uma estudante fofa ... [que] afetou maneirismos infantis".
Em fevereiro de 1918, casou-se com sua primeira esposa, Inez Stark, em uma igreja Congregacional e mudou-se com ela para Gardiner, Condado de Douglas, Oregon, para estabelecer seu próprio consultório médico.
Numa entrevista a um jornal local, Hart declarou que estava "mais feliz desde que fiz esta mudança do que alguma vez estive na minha vida, e continuarei assim enquanto viver... Nunca escondi nada relativamente à minha vida". [trocar] para roupa masculina.... Cheguei em casa para mostrar aos meus amigos que não tenho vergonha de nada”.
Os hormônios sintéticos não foram fabricados até 1920 (pela Bayer), e quando teve oportunidade, Hart começou a tomar testosterona. Seu tratamento levou à masculinização, incluindo voz mais grave e pelos faciais.

### Vida após a transição
No Oregon, Hart sofreu um golpe precoce quando um ex-colega da faculdade de medicina o revelou como transgênero, forçando Hart e sua esposa a se mudarem. Hart achou a experiência traumática e novamente consultou Gilbert, que escreveu que Hart havia sofrido "o processo de perseguição... que nossa organização social moderna pode levar a cabo com tanta perfeição e refinamento". Hart estabeleceu uma nova prática na remota Huntley, Montana, escrevendo mais tarde que ele "fazia operações em celeiros e casas ... [até] que a crise do outono de 1920 destruiu a maioria dos fazendeiros e criadores de gado de Montana, e eu junto com eles". Ele então fez trabalho itinerante, até que em 1921, por recomendação por escrito da notável médica Harriet J. Lawrence (condecorada pelo presidente Wilson por desenvolver uma vacina contra a gripe), garantiu um cargo como médico da equipe do Sanatório de Albuquerque.
As mudanças, a insegurança financeira e o sigilo colocaram pressão no casamento de Hart, e Inez o deixou em setembro de 1923. Ela ordenou que ele não tivesse mais contato com ela e se divorciou dele em 1925. No mesmo ano, Hart se casou com sua segunda esposa, Edna Ruddick; a união durou até o fim da vida de Hart. Em 1925 Hart mudou-se para a Trudeau School of Tuberculosis em Nova York, onde também realizou pós-graduação; ele passou de 1926 a 1928 como clínico no sanatório de TB Rockford, em Illinois. Em 1928 Hart obteve o título de mestre em Radiologia pela Universidade da Pensilvânia; ele foi nomeado Diretor de Radiologia do Tacoma General Hospital em 1929. Durante a década de 1930 o casal mudou-se para Idaho, onde Hart trabalhou durante a década de 1930 e início da década de 1940; seu trabalho também o levou a Washington, onde obteve uma bolsa de pesquisa como roentgenologista em Spokane. Durante a guerra, Hart também foi conselheiro médico no quartel-general de Recrutamento e Indução do Exército em Seattle, enquanto Edna trabalhava para o Departamento de Bem-Estar do Condado de King, na mesma cidade.
Em 1948, depois que Hart obteve o título de mestre em saúde pública em Yale, o casal mudou-se para Connecticut, onde Hart foi nomeado Diretor de Hospitalização e Reabilitação da Comissão de Tuberculose do Estado de Connecticut. O casal viveu o resto da vida em West Hartford, Connecticut, onde Edna se tornou professora na Universidade de Hartford. Após a Segunda Guerra Mundial, a testosterona sintética tornou-se disponível nos Estados Unidos e, pela primeira vez, Hart conseguiu deixar crescer a barba e fazer a barba. Ele também desenvolveu uma voz mais profunda, tornando-o mais confiante e suas aparições públicas mais fáceis.
Durante os últimos seis anos de sua vida, Hart deu inúmeras palestras e dedicou todo o seu tempo livre à arrecadação de fundos para pesquisas médicas e ao apoio a pacientes com tuberculose avançada que não podiam pagar pelo tratamento. Ele foi membro da American Thoracic Society, American Public Health Association, Associação Americana para o Avanço da Ciência, e União Americana pelas Liberdades Civis, entre muitas outras. Socialmente, tanto ele como Edna eram líderes comunitários muito queridos e ativos. Alan era de fé protestante e serviu por oito anos como vice-presidente do conselho local da Igreja Unitária.
Hart morreu de insuficiência cardíaca em 1º de julho de 1962. Os termos de seu testamento determinavam que seu corpo fosse cremado e suas cinzas espalhadas por Puget Sound, onde ele e Edna passaram muitos verões felizes juntos.
Hart disse uma vez, em um discurso para estudantes de medicina: "Cada um de nós deve levar em conta a matéria-prima que a hereditariedade nos forneceu no nascimento e as oportunidades que tivemos ao longo do caminho, e então elaborar para nós mesmos uma avaliação sensata de nossas personalidades e realizações".

### Primeiros contos
Esses contos foram coletados em The Life and Career of Alberta Lucille/Dr. Alan L. Hart, with collected early writings, de Brian Booth.
- 1908: "Frankfort Center" (publicado no Albany High School Whirlwind) - Para a tarefa de escrever sobre mulheres universitárias e atividades esportivas, Hart descreveu a ambiguamente chamada "Frances", uma boxeadora premiada e jogadora de basquete.
- 1909: "My Irish Colleen" (publicado anonimamente no Albany College Student, edição de março de 1909) - Um poema de amor, apresentado como obra de um estudante anônimo sobre uma garota irlandesa. Foi reimpresso em seu anuário de faculdade em 1911, sob seu nome feminino, revelando sua paixão por Eva Cushman.
- 1909: "To the Faculty" (publicado no Albany College Student, edição de março de 1909) – Um apelo à rebelião estudantil e uma declaração da necessidade dos estudantes serem levados a sério. A obra discute pombas abrindo as asas e voando, refletindo a sensação de confinamento de Hart enquanto era forçada a viver como uma jovem tranquila.
- 1909: "The American 'Martha'" (publicado no Albany College Student, edição de dezembro de 1909) - Uma visão crítica sobre o destino das mulheres obrigadas a ser donas de casa e a criar suas filhas para o mesmo destino. A peça citava a Bíblia e refletia a preocupação com os direitos das mulheres.
- 1909: "'Ma' on the Football Hero" (publicado no Albany College Student, edição de dezembro de 1909) - Hart pergunta "o que sua mãe diria se ele fosse um herói rude e duro do futebol universitário?"
- 1910: "The Magic of Someday" (publicado no Albany College Student, edição de janeiro de 1910) - Um lamento sobre a destruição dos sonhos infantis de liberdade de Hart quando ele foi obrigado a ser mulher; terminando com a esperança de um futuro em que ele, "com coração de homem", possa ser feliz.
- 1910: "The National Triune" (publicado no Albany College Student, edição de fevereiro de 1910, sob o pseudônimo de "Lucille Hart") - a história condena os escândalos políticos contemporâneos e a injustiça do sexismo, e expõe as ideias de Hart sobre o caráter de um homem verdadeiro e respeitável.
- 1910: "The Unwriting Law of the Campus" (publicado no Albany College Student, edição de março de 1910) - Uma discussão sobre a diferença entre leis morais, leis físicas e leis de convenção, com referência à descortesia de alguém que conta histórias sobre outro estudante por violar as normas de gênero.
- 1911: "An Idyll of a Country Childhood" (publicado em The Takenah, Albany College anuário, 1911) - A essa altura, os hábitos de vestir masculino de Hart fora da escola eram bem conhecidos, e esta história descrevia francamente sua infância e sua liberdade de se vestir e viver como um menino.

### Romances
- 1935: Doutor Mallory (publicado por W. W. Norton & Company) – Um best-seller noturno, o primeiro romance de Hart baseou-se em suas experiências como médico de uma pequena cidade em Gardiner, Oregon. Retratou a profissão médica como cada vez mais venal e foi a primeira exposição do mundo médico feita por um médico trabalhador.
- 1936: The Undaunted (publicado por W. W. Norton & Company) - Este romance mostrava o médico gay "Sandy Farquhar" seguindo carreira em radiologia "porque pensava que não importaria tanto em um laboratório qual era a personalidade de um homem", conflitos e temas que o próprio Hart experimentou no início de sua carreira.
- 1937: In the Lives of Men (publicado por W. W. Norton & Company) - o terceiro romance de Hart foi avaliado favoravelmente por seus insights sobre a medicina contemporânea, mas o revisor de uma revista nacional (The Saturday Review of Literature) observou "como médico, Hart sabe surpreendentemente pouco sobre as mulheres".[31]
- 1942: Doctor Finlay Sees it Through (publicado pela Harper & Brothers) - O último romance de Hart, não deve ser confundido com Dr. Finlay's Casebook de A. J. Cronin, é considerado como tendo influenciado a ficção médica subsequente.[32] Outro relato semiautobiográfico, gira em torno de John Finlay, um médico relativamente rico que possui seu próprio consultório durante a Grande Depressão.

## Legado
Após a morte de Hart, sua esposa agiu de acordo com seu desejo de estabelecer um fundo para pesquisas sobre leucemia, da qual a mãe dele havia morrido. Os juros sobre seu patrimônio são doados anualmente ao Fundo Alan L. e Edna Ruddick Hart, que concede doações para pesquisas sobre leucemia e sua cura.
O testamento de Hart, escrito em 1943, estipulava que suas cartas e fotografias pessoais fossem destruídas, e isso foi feito após sua morte em 1962. Hart agiu durante toda a sua vida para controlar a interpretação de sua vida privada e emocional, e a destruição de seus registros pessoais por ocasião de sua morte foi proporcional a esse objetivo. Acreditando que o segredo de sua história pessoal estava seguro, ele não fez nenhuma tentativa de explicar sua própria vida. Sua identidade como pseudônimo "H" nas notas de Gilbert foi descoberta postumamente por Jonathan Ned Katz, e sua identidade descrita como lésbica. As tentativas de Katz de aprender mais sobre a vida de Hart entrando em contato com a viúva de Hart foram desencorajadas por Edna Ruddick Hart. A mensagem transmitida por sua amiga em Albany foi: "Deixe tudo isso passar agora. Ela está mais velha e não quer mais dor no coração agora."